# دايسوكي ماسودا
دايسوكي ماسودا (باليابانية: 益田大介؛ بالكانا: ますだ だいすけ) هو لاعب كرة قاعدة ياباني، ولد في 27 سبتمبر 1973 في أكاشي في اليابان.

## وصلات خارجية
- دايسوكي ماسودا على موقع الدوري الياباني لكرة القاعدة (الإنجليزية)
- دايسوكي ماسودا على موقعبيزبول رفرنس.كوم (الدوري الثانوي) (الإنجليزية)